# Musaid (Libyen)
Musaid (arabisch امساعد, DMG Imsāʿid) ist eine Stadt in der libyschen Provinz Butnan und wichtigste Grenzübergangsstelle zwischen Libyen und Ägypten. Weitere Transkriptionen des Ortsnamens sind Emsaed, Imsaad, Amseat, Imsa'ed, Msa'ed, Musa'ed, Musa’id, Umm Saad, Umm Sa'ad.

## Geografie
Die Stadt liegt etwa 150 km östlich von Tobruk und 13 km südlich von Bardia unmittelbar an der libysch-ägyptischen Grenze. Die gesamte Region zwischen den Mittelmeerhäfen Bardia in Libyen und Sollum in Ägypten wird, wie die Stadt, auch Emsaed genannt. Andere Transkriptionen für die Region sind ebenfalls Amseat und Imsaad.

## Geschichte
Noch während der italienischen Kolonialherrschaft lebten in der Gegend überwiegend nicht sesshafte Beduinen. Genau dort, wo sich heute die Stadt Musaid befindet, endete die 1937 fertiggestellte Via Balbia abrupt in der offenen Wüste, unweit des damaligen Grenzpostens Forte Capuzzo (auch Amseat genannt).
Das Fort wechselte während des Zweiten Weltkriegs mehrmals den Besitzer und symbolisierte wie kein anderer Ort die charakteristische Dynamik der Kämpfe in Nordafrika. Der Ort war 1977 während des Libysch-Ägyptischen Grenzkriegs erneut Schauplatz schwerer Kämpfe.

## Gegenwart
Nach dem Bürgerkrieg in Libyen 2011 entwickelte sich der Grenzübergang zu einem Hotspot für den Schmuggel von Waffen und illegaler Migranten aus allen Staaten Ostafrikas. Sämtliche Routen laufen über den Grenzübergang Emsaed.
Als absoluter Brennpunkt gleicht die Grenzbefestigung vor Musaid heute erneut einer Festungsanlage. Zur Überwachung der Grenze zu Libyen errichtete Ägypten auf seiner Seite im Jahr 2015 in Zusammenarbeit mit dem Pentagon ein „Border Security Mobile Surveillance Sensor Security System“, einschließlich mobiler Sensoren-, Befehls- und Kontrollsysteme. Dazu baute Libyen im Jahr 2019 entlang des Grenzübergangs Emsaed eine 1 km lange und 3 Meter hohe Sperrmauer. Sowohl das ägyptische wie das libysche Militär hat seine Präsenz auf der jeweiligen Seite der Grenze verstärkt. Jedoch nützen diese Maßnahmen wenig, da die international organisierten Schlepper Beduinen engagieren, die auch andere Wege zwischen Sollum und Musaid durch die Wüste kennen.